# Pałac cesarski Kyūden

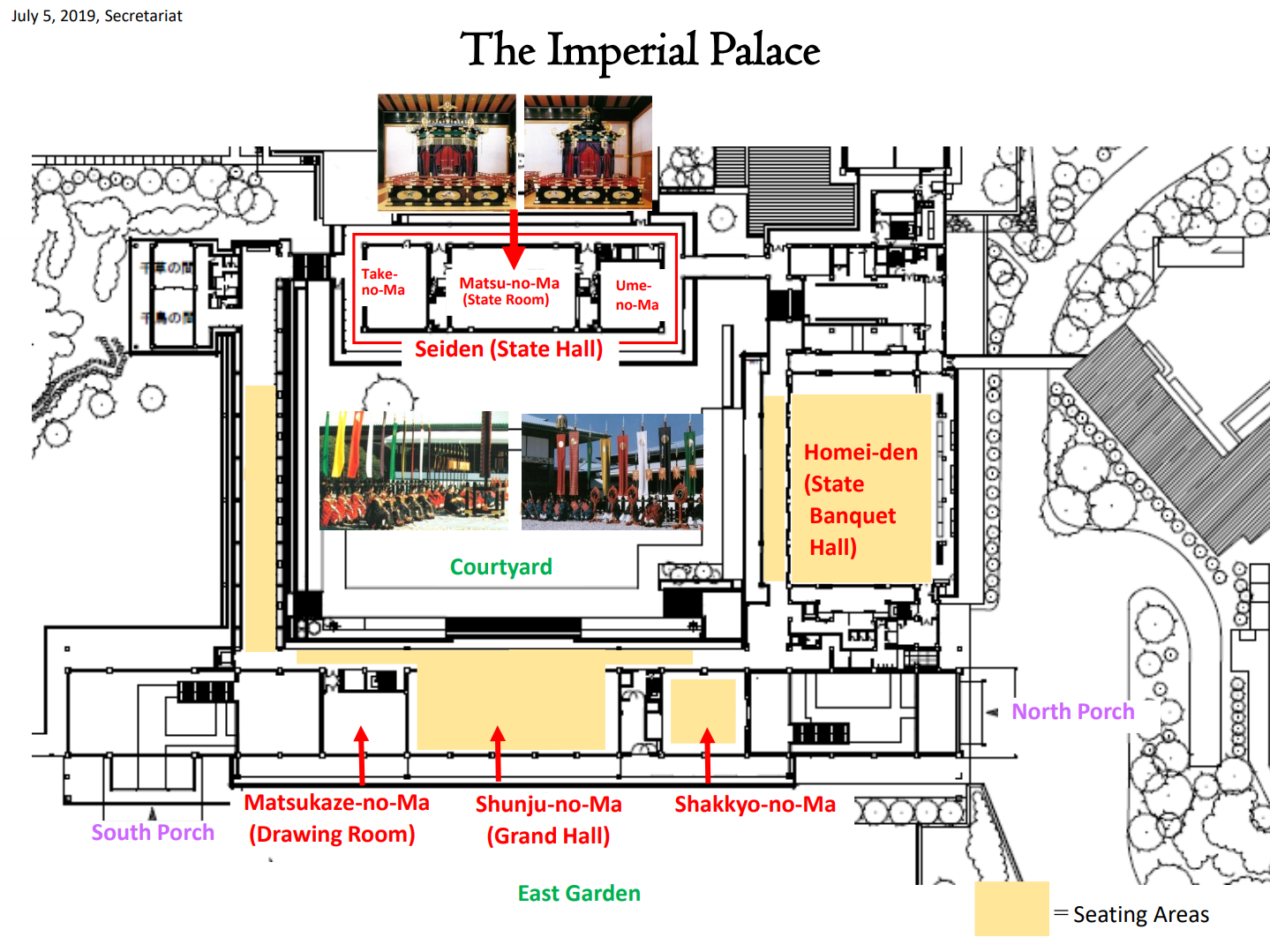
Kyūden, 2019

Pałac Kyūden (jap. 宮殿 Kyūden; także: 皇居宮殿 Kōkyo Kyūden, oficjalna nazwa w jęz. angielskim: Kyuden Tokyo Imperial Palace) – rozległy budynek na terenie kompleksu pałacowego Kōkyo w tokijskiej dzielnicy Chiyoda, gdzie cesarz Japonii wykonuje swoje oficjalne obowiązki publiczne. Znajduje się obok Agencji Dworu Cesarskiego (Kunai-chō).

## Opis
Pałac, zbudowany w tradycyjnym stylu architektury japońskiej na terenie cesarskiego kompleksu pałacowego, został oddany do użytku w 1969 roku. Główny budynek nazywa się Seiden (正殿 Pawilon Ceremonii Państwowych). 

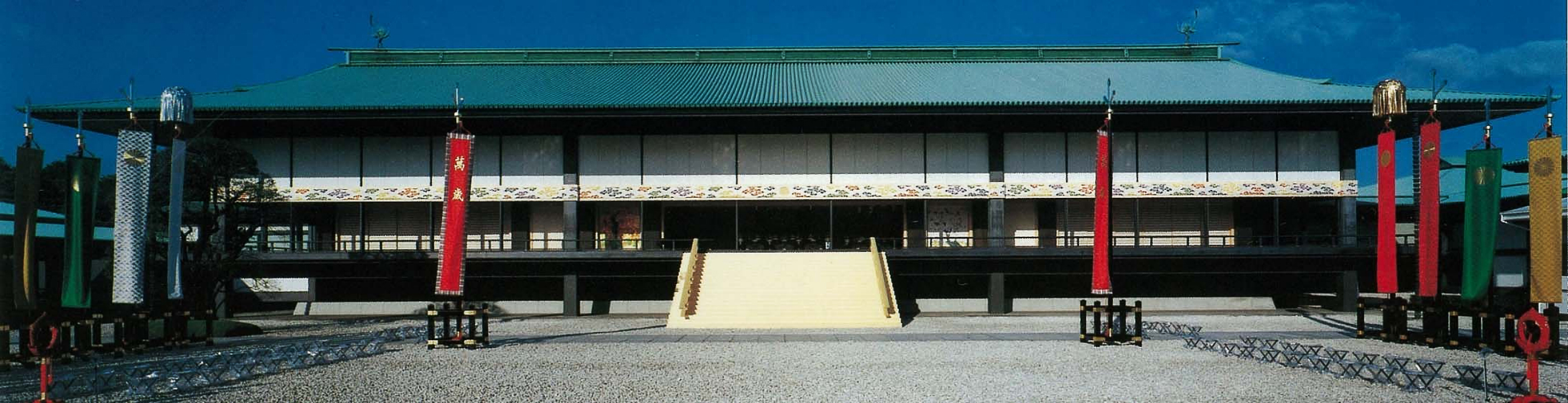
Seiden

Najważniejszą salą reprezentacyjną w Seiden, używaną do głównych ceremonii, jest Matsu-no-Ma. W niej odbyły się m.in.: intronizacja cesarza Naruhito w dniu 22 października 2019 roku i ogłoszenie księcia Akishino „cesarskim dziedzicem pierwszym w sukcesji do tronu” w dniu 8 listopada 2020 roku. 
Matsu-no-Ma jest miejscem m.in.:
- przyjęć noworocznych;
  - „noworocznych wykładów cesarskich” (kōsho-hajime), podczas których cesarz i jego rodzina słuchają wykładów eksperckich z zakresu nauk humanistycznych, społecznych i przyrodniczych;
  - „noworocznego czytania poezji” (utakai-hajime);
- nadawania tytułów, odznaczeń i nagród;
- mianowania i odwoływania ministrów stanu i wysokiej rangi urzędników, których stanowiska wymagają poświadczenia cesarza
- przyjmowania ambasadorów składających listy uwierzytelniające[1][2].

Po obu stronach Matsu-no-Ma znajdują się sale: Take-no-Ma i Ume-no-Ma, służące do innych ceremonii i wydarzeń, w tym audiencji udzielanych przez cesarza i cesarzową.
Pawilon Recepcyjny (長和殿 Chōwa-den) jest największym budynkiem Pałacu Cesarskiego. Corocznie, z okazji Nowego Roku i urodzin cesarza za kuloodpornym szkłem długiej werandy pojawia się rodzina cesarska. Jest to również miejsce, w którym odbywają się niektóre oficjalne ceremonie i uroczystości państwowe. Mieści się tu Shunjū-no-Ma, wielofunkcyjna sala służąca do organizacji niektórych przyjęć i audiencji.

## Nazewnictwo pałaców i rezydencji

### Zmiany nazw
Niektóre pałace i rezydencje cesarskie, zgodnie z tradycją, nie mają stałych nazw odnoszących się do jednej lokalizacji, ale do dowolnej rezydencji zamieszkanej przez określonego członka rodziny cesarskiej. I tak na przykład pałacem Tōgū jest siedziba mieszkalna następcy tronu. Taką właśnie nazwę – Pałacu Tōgū (東宮 Tōgū) – nosił pałac na terenie posiadłości cesarskiej Akasaka, w którym rezydował były następca tronu książę Naruhito przed wstąpieniem na tron w dniu 1 maja 2019 roku. Gdy Naruhito został cesarzem, nazwa została zmieniona na Pałac Akasaka (赤坂御所 Akasaka Gosho). Po długim remoncie, od września 2021 roku rezydencją monarchy i jego rodziny jest Pałac Fukiage (吹上御所 Fukiage Gosho) na terenie parkowego kompleksu cesarskiego Kōkyo.
Ze względu na to, że książę Akishino nie jest synem, ale bratem cesarza Naruhito, formalnie nie jest „następcą tronu” (皇太子 kōtaishi), ale „cesarskim dziedzicem pierwszym w sukcesji do tronu” (皇嗣 kōshi, ang. Crown Prince, „książę koronny”), nie ma obecnie (w 2021 roku) pałacu o nazwie Tōgū.
Podobne zmiany dotyczą siedzib emerytowanych cesarzy i ich małżonek. Nazwa ich rezydencji jest zmieniana na Pałac Sentō (仙洞御所 Sentō Gosho).

### Wyjaśnienie nazw
Ze względu na to, że nazewnictwo licznych cesarskich obiektów, pałaców i rezydencji jest trudno zrozumiałe (a ponadto zmieniane w wyniku kontynuowania wielkowiekowej tradycji) poniższe wyjaśnienia będą przydatne dla lepszego poznania tematu. Wiele nieporozumień i niejasności wynika również ze specyfiki i historii języka japońskiego oraz z niewłaściwego lub uproszczonego tłumaczenia (także oficjalnego) tych nazw na język angielski, także w wyniku braku właściwych odpowiedników z językach zachodnich.
Wyjaśnienia dotyczące nazw pałaców cesarskich na terenie Tokio i Kioto:
- kōkyo, kōgyo 皇居 → „pałac, rezydencja cesarska”, „pałac cesarski”, synonim kyūjō 宮城 → „pałac-zamek”, używanego w latach 1888–1946. Jest to nazwa cesarskiego kompleksu pałacowego o powierzchni 341 ha, o charakterze parkowym, położonego w centralnej dzielnicy tokijskiej Chiyoda. W nomenklaturze Agencji Dworu Cesarskiego nosi on po japońsku nazwę Kōkyo, a po angielsku „The Imperial Palace”[4]. Natomiast w języku japońskim występuje nazwa 皇居 Kōkyo jako nazwa całego kompleksu pałacowego i nadrzędna do obiektów wymienionych na stronie Agencji[5];
- kyūden 宮殿 → „pałac” (nazwa pospolita)[1], Kyūden → nazwa oficjalna Pałacu Cesarskiego w języku japońskim, składającego się z siedmiu budynków, znajdującego się na terenie kompleksu cesarskiego w Tokio[5]. Według nomenklatury Agencji Dworu Cesarskiego, w języku angielskim nosi on nazwę „The Imperial Palace”, a więc identyczną, jak cały kompleks Kōkyo[4]. Z powyższego powodu często w prasie i wydawnictwach angielskojęzycznych (japońskich i zachodnich) w odniesieniu do całości kompleksu używa się nazwy „Tokyo Imperial Palace”, a do Kyūden, „Imperial Palace” lub dokładniej „Kyuden Tokyo Imperial Palace”. Natomiast w publikacjach i wydawnictwach (np. mapach) w języku japońskim występuje nazwa 皇居宮殿 Kōkyo Kyūden.
- gosho 御所 → pałac cesarski (zwłaszcza pałac cesarski w Kioto → Kyōto Gosho 京都御所); także rezydencja sioguna, ministra itp.[1][3];
- ōmiya 大宮 → (1) pałac, chram cesarski, (2) cesarzowa-wdowa[3];
- ōmiya gosho 大宮御所 → pałac cesarski, rezydencja cesarzowej-wdowy[3];
- sentō gosho 仙洞御所 → pałac byłego, emerytowanego cesarza[3];
- tōgū gosho 東宮御所 → pałac księcia koronnego, następcy tronu (tōgū = kōtaishi)[1][3];
- gyoen 御苑 → park cesarski[1]

## Galeria

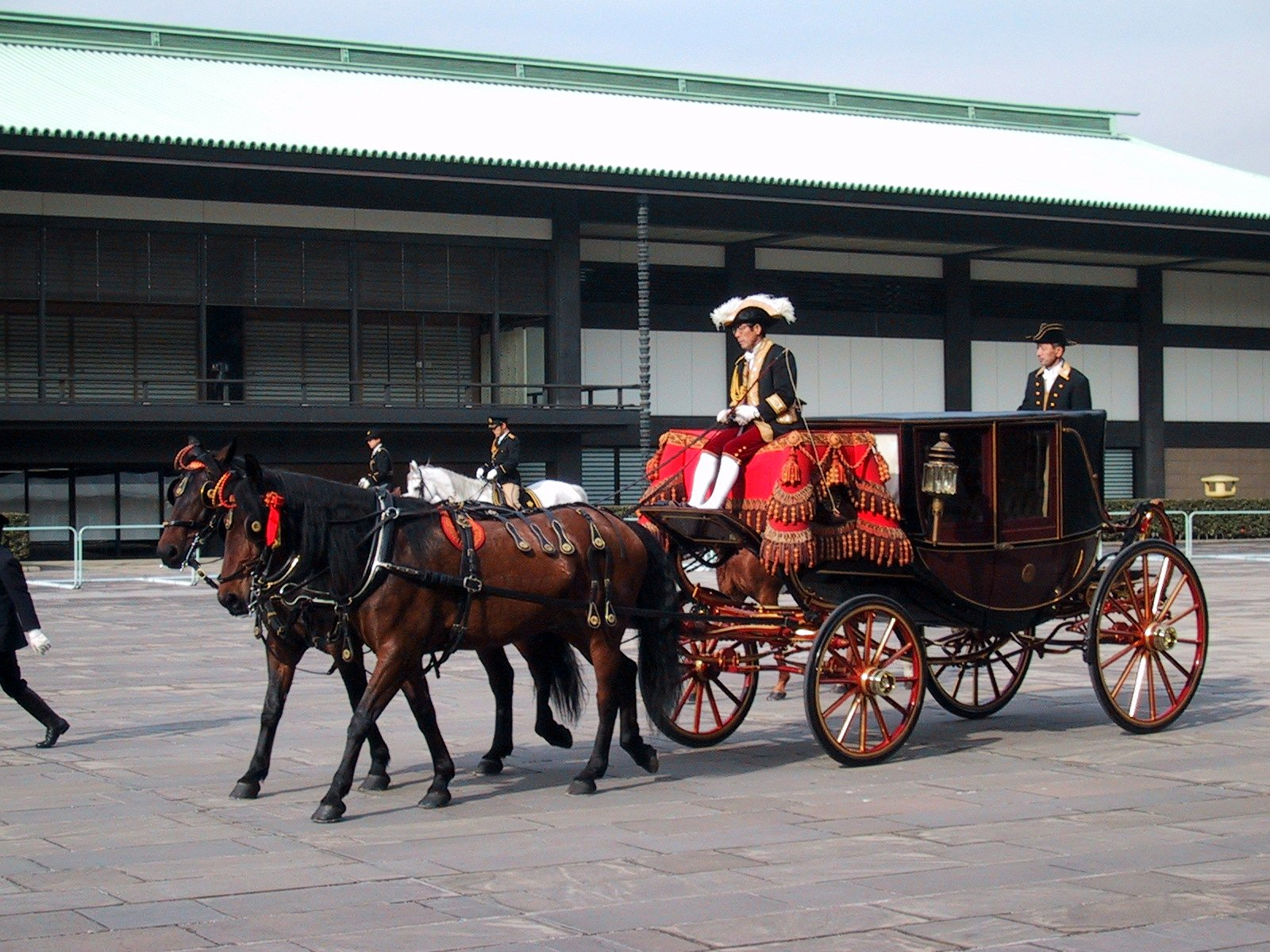
Powóz z ambasadorem na Kyūden Tōtei Plaza, przed pawilonem Chōwa-den
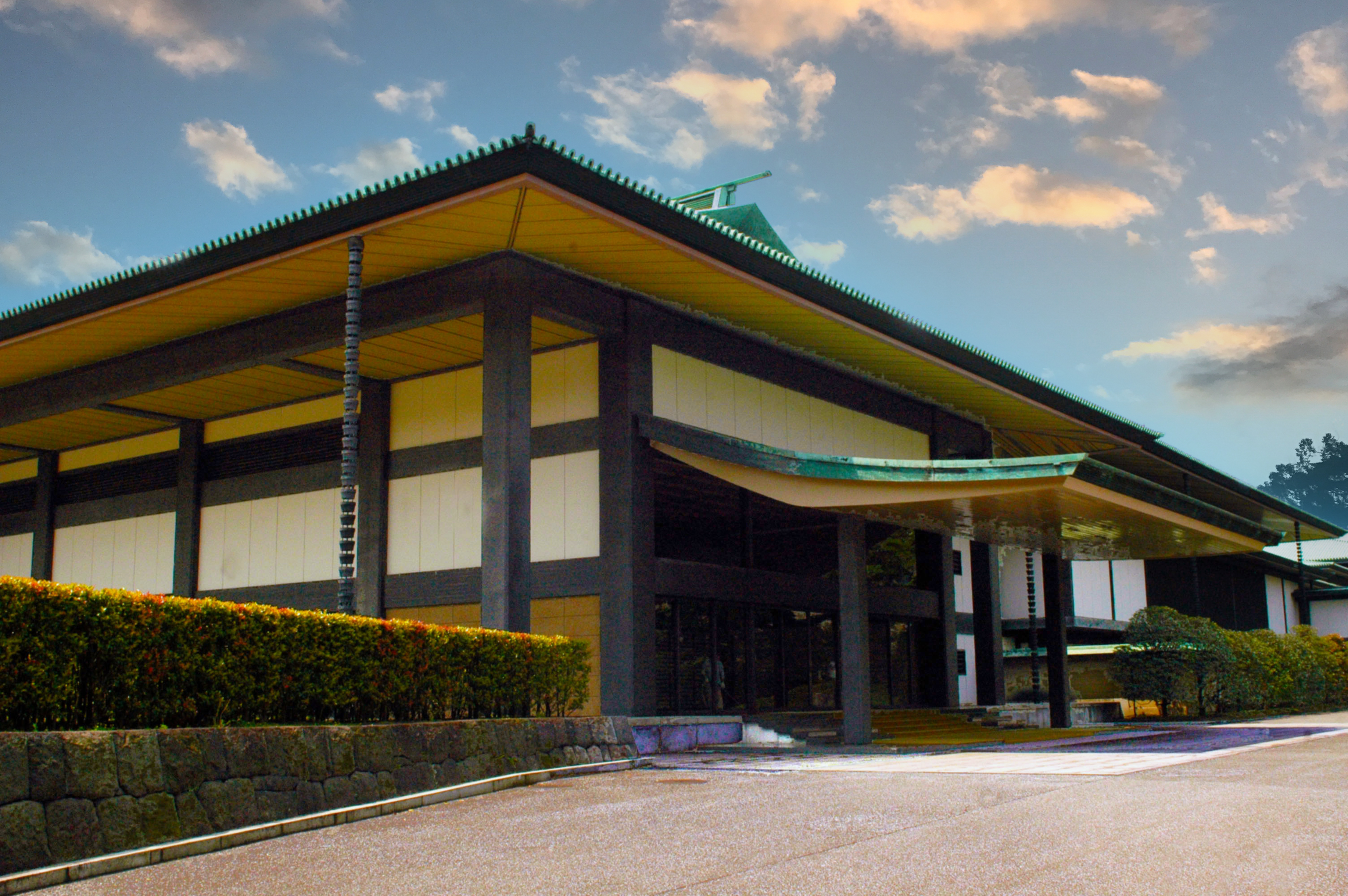
Pawilon Recepcyjny Chōwa-den, wejście północne, Kita-kuruma-yose
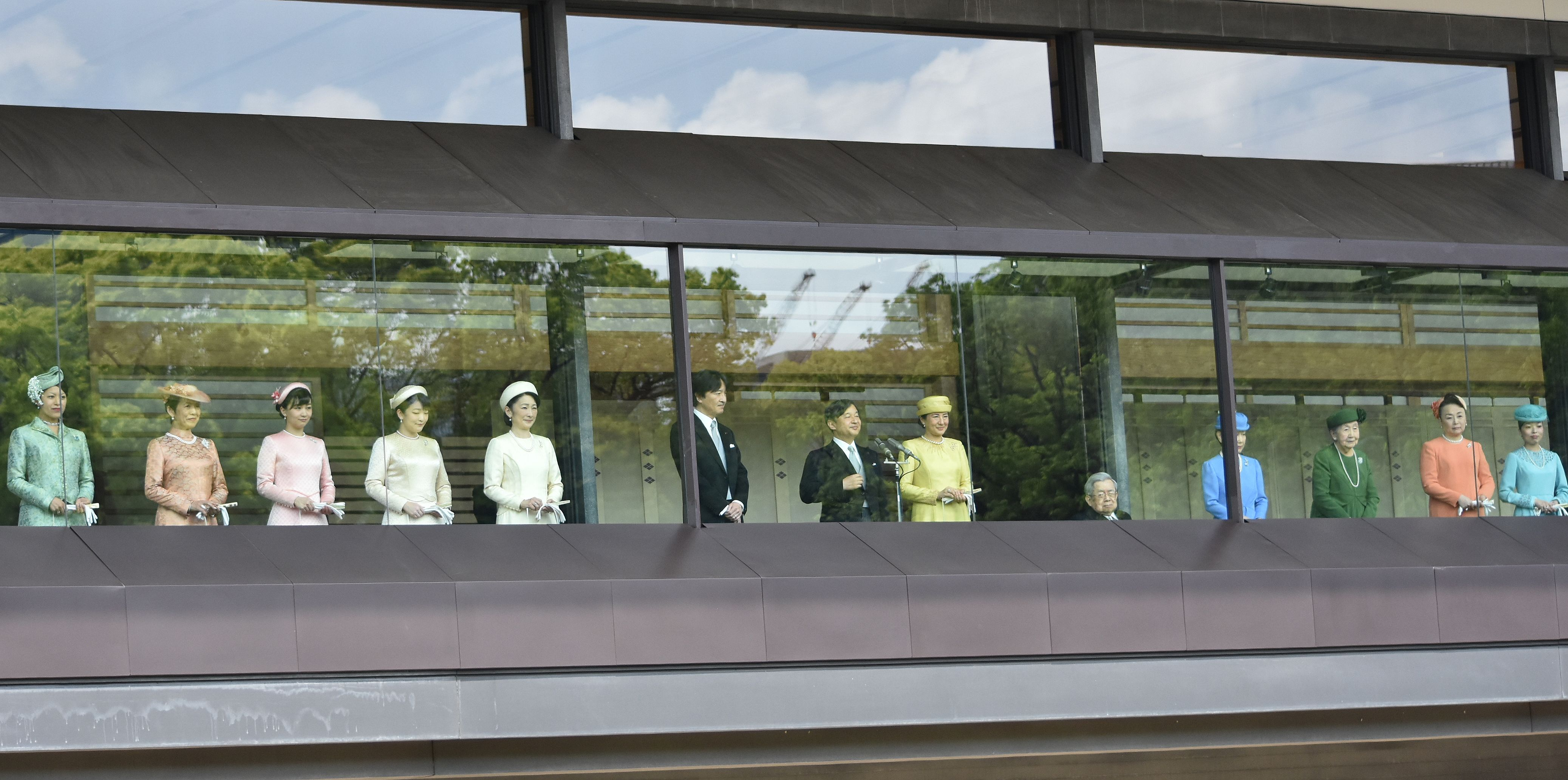
Cesarz Naruhito, z rodziną, pozdrawia zebranych po swojej intronizacji, 2019
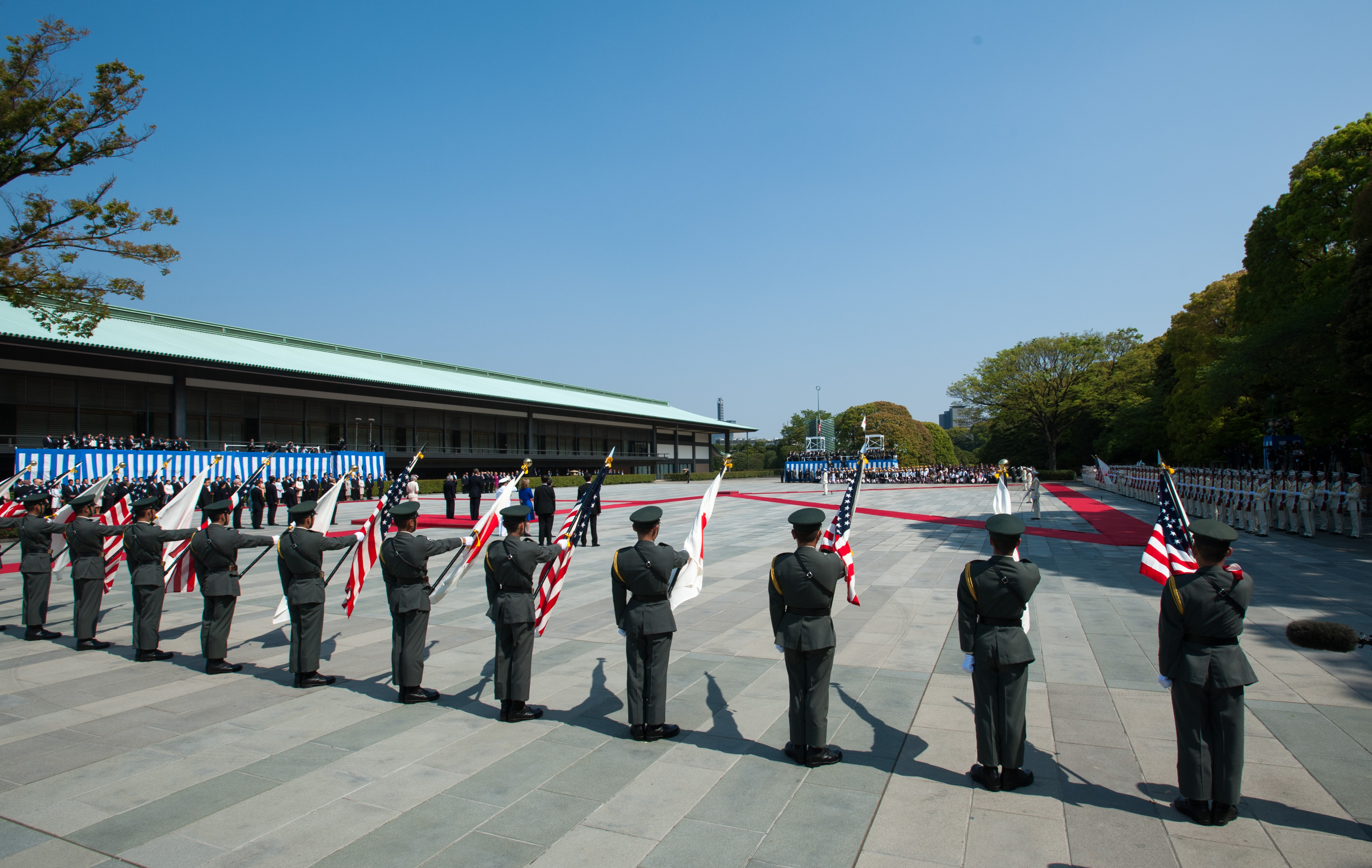
Powitanie prezydenta USA, B. Obamy, Kyūden Tōtei Plaza, 2014
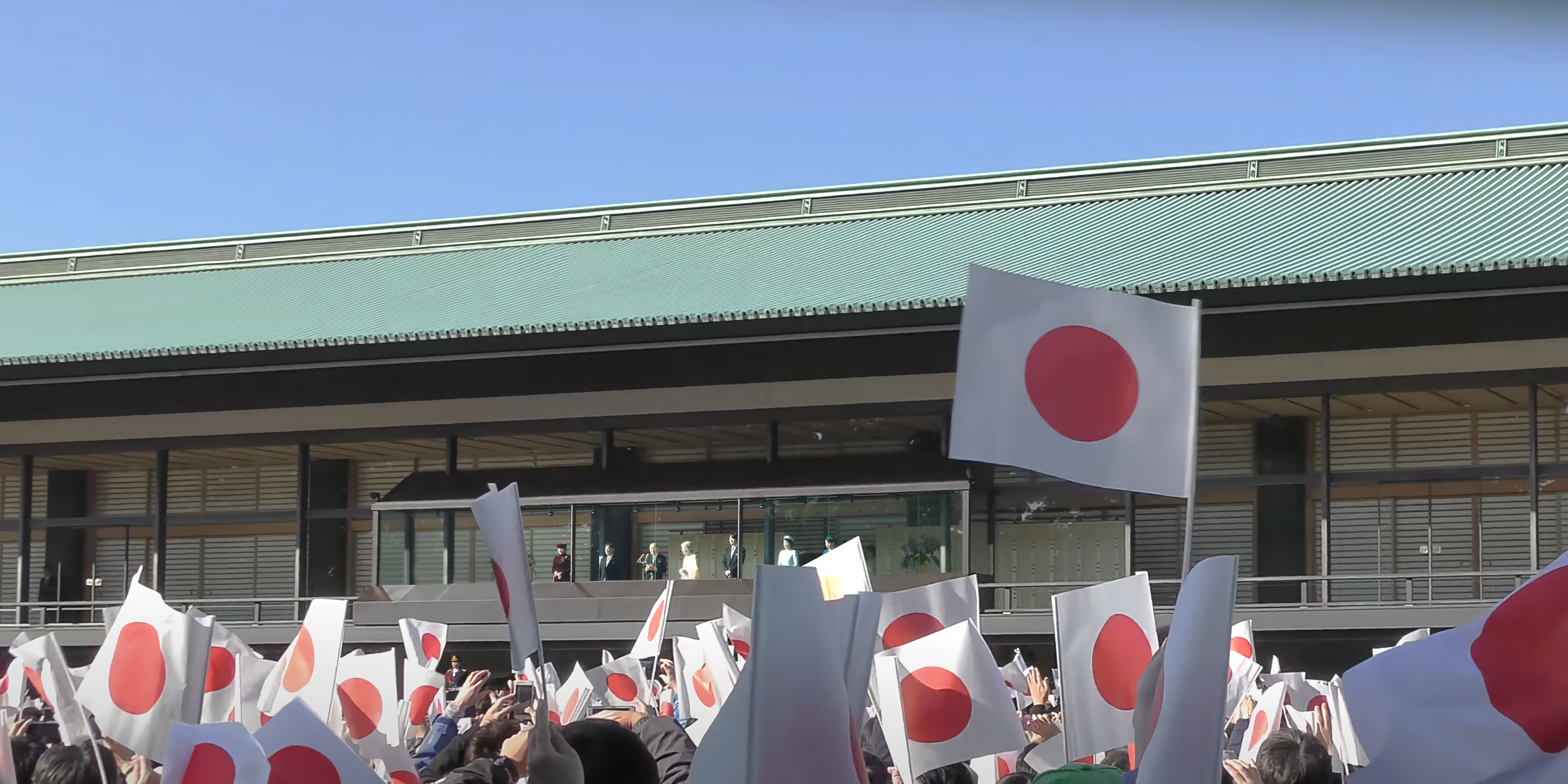
Urodziny cesarza Akihito, 2017